# Гребля Кельнбрейн
47°04′46″ пн. ш. 13°20′22″ сх. д. / 47.07939° пн. ш. 13.33952° сх. д.
Гребля Кельнбрейн (англ. Kölnbrein Dam) — найбільша гідротехнічна споруда (гребля) Австрії, є частиною однойменної ГЕС.
Була побудована в період з 1971 по 1977 рік. Під час заповнення водосховища в греблі з'явилося кілька тріщин, і знадобилося ще більше десяти років для її ремонту.

## Історія
Плани будівництва греблі на річці Мальта в Каринтії були розроблені ще в кінці 1930-х років німецькою інженерною компанією AEG (пізніше стала називатися Alpen-Elektrowerke AG). Проект був відновлений австрійською владою після Другої світової війни з тривалим розвідувальними роботами, що почалися в 1957 році і проведеними компанією Österreichische Draukraftwerke. Будівництво бетонної дамби почалося тільки в 1971 році.

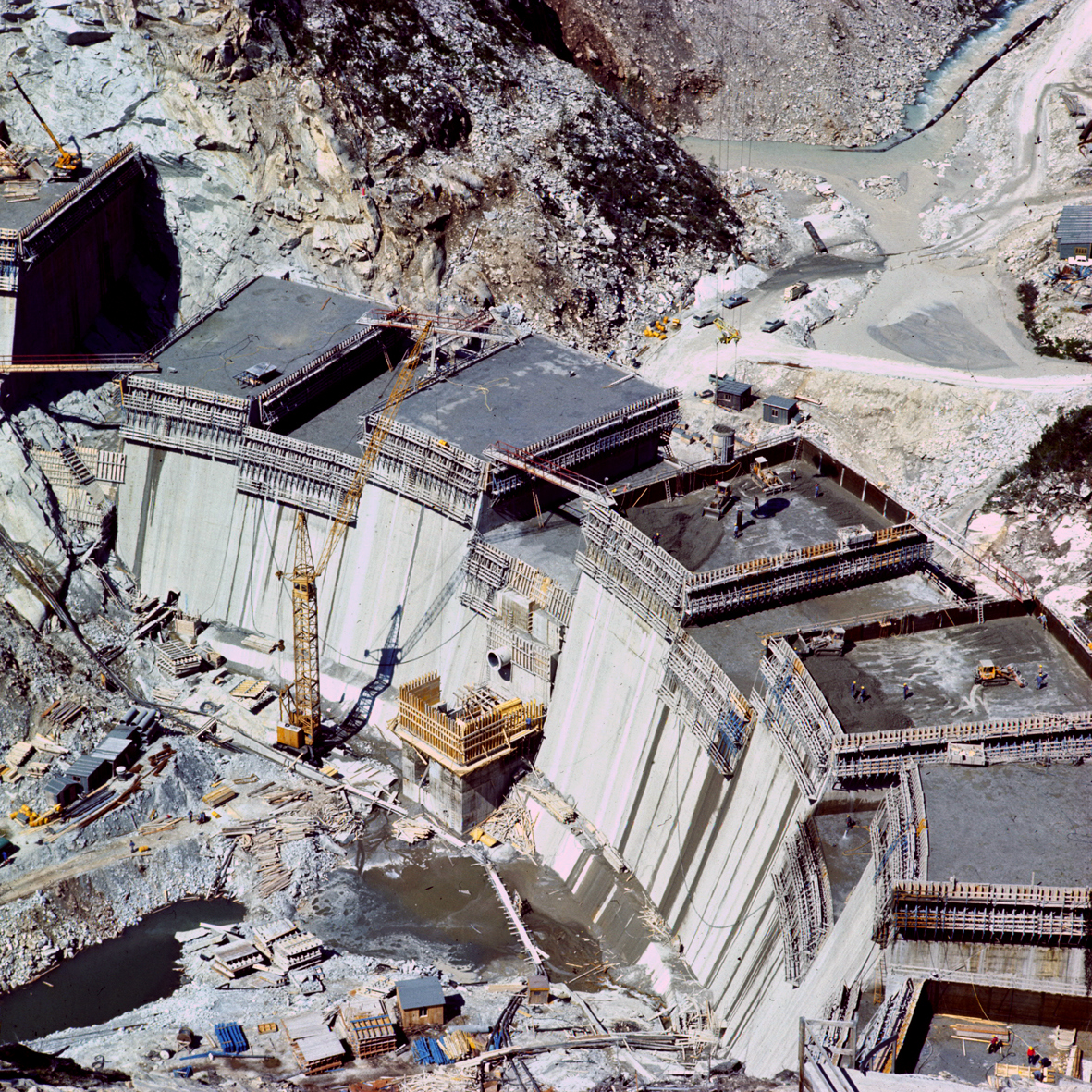
Будівництво бетонної дамби

Для підвезення на місце будівництва цементу та інших будівельних матеріалів була побудована складна під'їзна дорога, на якій було прокладено шість тунелів. На греблю було залито 1,6 мільйони кубічних метрів бетону. У 1978 році близько 400 вбудованих вимірювальних приладів сигналізували про проблеми — вода почала просочуватися через тріщини в тілі греблі. До 1992 року проводилися складні роботи з заповнення тріщин ін'єкціями цементу, синтетичної смоли та поліуретану, що суттєво збільшило вартість спорудження греблі. 4 жовтня 1993 року водосховище вийшло на необхідний рівень і всі 2500 точок вимірювальних датчиків показали стійкість конструкції. Поверхня водосховища знаходиться на висоті 1902 метра над рівнем моря і може бути знижена до 1750 метрів.
Потім була побудована ГЕС Кельнбрейн і пізніше — підземна електростанція, оператором яких є Verbund Hydro Power GmbH, дочірня компанія Verbund AG. 
На додаток до енергетичної галузі, гребля і водосховище мають туристичне значення. Високогірна річка Мальта протяжністю 14,3 км має кілька гарних водоспадів. Є гірський ресторан і готель, проводяться екскурсії по електростанціям і національному парку Hohe Tauern.
Цікаво, що у фільмі 1978 року «Хлопчики з Бразилії» проводились зйомки на щойно зведеній греблі.

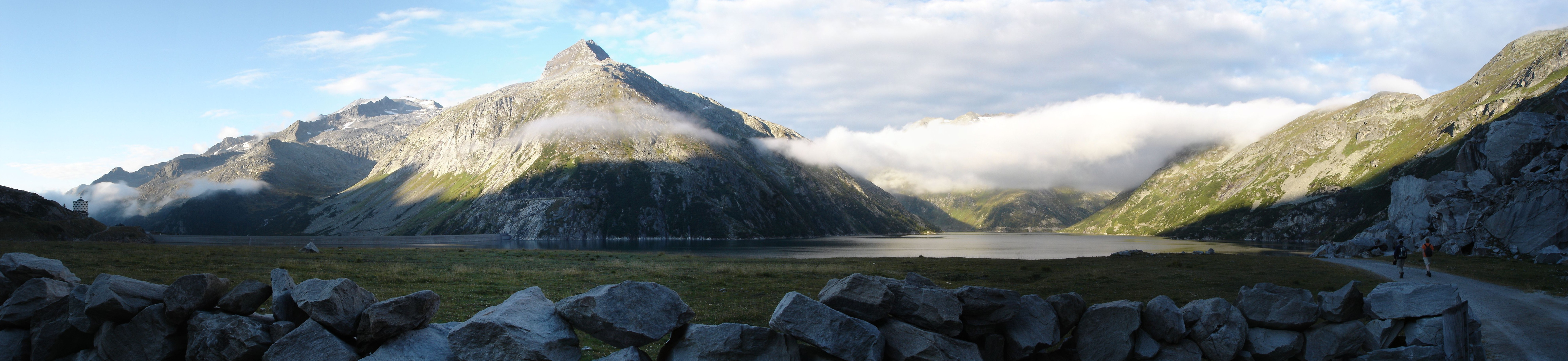
Вид на водосховище Кельнбрейн